# Christ lag in Todesbanden, BWV 4
Christ lag in Todes Banden, BWV 4 (Crist jeia amortallat) és una de les primeres cantates religioses de Johann Sebastian Bach, composta probablement l'any 1707 o 1708 a Mühlhausen que ens ha arribat en una forma revisada estrenada a Leipzig el 3 d'abril de 1725, diumenge de Pasqua.

## Origen i context
És la primera de les obres, conjuntament amb la BWV 31 i l'Oratori de Pasqua, BWV 249, conservada per al dia de Pasqua. El text és de Luter de l'any 1524 i consta de set estrofes que són una adaptació lliure del text gregorià del dia de Pasqua Victimae Paschali laude del bisbe Wipo (ca. 1000). Com s'ha dit, la data de composició és anterior a 1724 i probablement fou presentada a l'examen per al càrrec d'organista a Mühlhausen, l'abril de 1707, fet que la faria la cantata més antiga de Bach.

## Anàlisi
Escrita per a soprano, contralt, tenor, baix i cor; cornetto, tres trompes, trombó, corda i baix continu. Està estructurada en una sèrie de set variacions sobre el mateix tema per omnes versu i es diferencia, així, de les cantates corals de Leipzig. Presenta una estructura totalment simètrica: cor-duet-solo-cor-solo-duet-cor.
1. Simfonia instrumental
2. Verset I (cor):  Christ lag in Todesbanden  (Crist que jeia amortallat)
3. Verset II (duet de soprano i contralt):  Den Tod niemand zwingen kunnt  (Ningú no pot aturar la mort)
4. Verset III (tenor):  Jesus Christus, Gottes Sohn  (Jesucrist el fill de Déu)
5. Verset IV (cor):  Es war ein wunderlicher Krieg  (Aquella fou una estranya guerra)
6. Verset V (baix):  Hier ist das rechte Osterlamm  (Heus aquí l'autèntic anyell pasqual)
7. Verset VI (duet de soprano i tenor):  So feiern wir das hohe Fest  (Celebrem així la gran festa)
8. Verset VII (cor):  Wir essen und leben wohl  (Mengem i gaudim bé)

S'obre amb una simfonia instrumental de la corda i el baix continu. El primer verset, el segon número, és per a les quatre veus del cor i orquestra de corda; el número tres és un duet de soprano reforçat pel “cornetto” i el contralt doblat pel trombó. El tenor canta en el tercer verset, la melodia del coral sense cap ornamentació fins a l'al·leluia final que és fortament ornamentat i desplegat en un passatge melismàtic; el número cinc, per al cor amb l'únic acompanyament del baix continu, constitueix el centre de simetria de l'obra. En el cinquè verset, un solo de baix està acompanyat pel continu i quatre veus instrumentals de violí i viola. El número set, és un duo marcat per l'aire triomfal del baix continu respost per la joia del tenor i soprano amb la seva vocalització en tresets. Un coral breu, com és habitual, tanca la cantata. Té una durada aproximada d'uns 20 minuts.

## Discografia seleccionada
- J.S. Bach: Das Kantatenwerk. Sacred Cantatas Vol. 1. Nikolaus Harnoncourt, Wiener Sängerknaben & Chorus Viennensis, Hans Gillesberger (director del cor), Concentus Musicus Wien, Paul Esswood, Kurt Equiluz, Max van Egmond. (Teldec), 1994.
- J.S. Bach: The complete live recordings from the Bach Cantata Pilgrimage. CD 13: Georgenkirche, Eisenach; 23 i 24 d'abril de 2000. John Eliot Gardiner, Monteverdi Choir, English Baroque Soloists, Gillian Keith, Daniel Taylor, James Gilchrist, Stephen Varcoe. (Soli Deo Gloria), 2013.
- J.S. Bach: Complete Cantatas Vol. 1. Ton Koopman, Amsterdam Baroque Orchestra & Choir, Barbara Schlick, Kai Wessel, Guy de Mey, Klaus Mertens. (Challenge Classics), 2007.
- J.S. Bach: Cantatas Vol. 1. Masaaki Suzuki, Bach Collegium Japan, Yumiko Kurisu, Koki Katano, Akira Tachikawa, Peter Kooy. (BIS), 1995.
- J.S. Bach: Church Cantatas Vol. 2. Helmuth Rilling, Gächinger Kantorei, Bach-Collegium Stuttgart, Edith Wiens, Carolyn Watkinson, Peter Schreier, Wolfgang Schöne. (Hänssler), 1999.
- J.S. Bach: Cantatas BWV 4 & BWV 249. Andrew Parrott, Taverner Consort & Players, Van Evera, Daniels, Kooy, Thomas. (Virgin), 1993.
- "J.S. Bach: Trois Cantates BWV 4, 54 & 59 Kurt Thomas, Chor St. Thomas Church & Gewandhaus Orchester Agnes Giebel, Marga Höffgen, Hans-Joachim Rotzsch, Theo Adam (Berlin Classics), 1996.